# Écozone paléarctique : plantes à graines par nom scientifique (C)

## Ca
Écozone paléarctique: plantes à graines par nom scientifique (CA)

## Ce

### Ced
- Cedrelinga

- Cedrus - fam. Pinacées (arbre)
  - Cedrus deodara - Cèdre de l'Himalaya
  - Cedrus libani - Cèdre du Liban
    - Cedrus libani var. atlantica - Cèdre de l'Atlas
    - Cedrus libani var. brevifolia -
    - Cedrus libani var. stenocoma -

### Cel
- Celastrus - fam. Célastracées
  - Celastrus scandens - Bourreau des arbres

- Celtis - fam. Ulmacées
  - Celtis australis - Micocoulier de Provence
  - Celtis occidentalis - Micocoulier occidental
- Celosia - fam. Amaranthacées
  - Celosia argentea -  Célosie crête de coq
  - Celosia fontana -  Célosie à panache fontana
  - Celosia pampas -  Célosie à panache pampas

### Cen
- Cenostigma

- Centaurea - fam. Astéracées
  - Centaurea aspera - Centaurée rude
  - Centaurea corymbosa - Centaurée de la Clape
  - Centaurea cyanus - Bleuet des champs ou « Centaurée barbeau bleuet »
  - Centaurea jacea - Centaurée jacée
  - Centaurea montana - Bleuet des montagnes  ou « Centaurée des montagnes » ou « Bleuet vivace »
  - Centaurea moschata - Centaurée impériale
  - Centaurea nigrescens - Centaurée noirâtre
  - Centaurea phrygia
  - Centaurea simplicaulis - Centaurée à feuilles simples
  - Centaurea scabiosa - Centaurée scabieuse
  - Centaurea solstitialis - Centaurée du solstice
  - Centaurea uniflora

- Centranthus  - fam. Valérianacées
  - Centranthus trinervis - Centranthe à trois nervures
  - Centranthus ruber - Centranthe rouge ou lilas d'Espagne

- Centrolobium

- Centrosema

### Cep
- Cephalanthera - fam. Orchidacées
  - Cephalanthera cucullata
  - Cephalanthera damasomium - Céphalanthère de Damas
  - Cephalanthera epipactoides - Céphalanthère fausse-elléborine
  - Cephalanthera falcata - Céphalanthère falciforme
  - Cephalanthera kotschyana - Céphalanthère
  - Cephalanthera kurdica - Céphalanthère kurde
  - Cephalanthera longifolia - Céphalanthère à feuilles de ciste
  - Cephalanthera longibracteata - Céphalanthère à longues bractées
  - Cephalanthera rubra - Céphalanthère rouge

- Cephalanthus
  - Cephalanthus occidentalis - Céphalante occidental

- Cephalotaxus - fam. Céphalotaxacées
  - Cephalotaxus harringtonia
  - Cephalotaxus fortunei

- Cephalotus

### Cer
- Cerastium - fam. Caryophyllacées
  - Cerastium arvense - Cerastium
  - Cerastium beeringianum - Cerastium
  - Cerastium tomentosum - Cerastium ou « Ceraiste » ou « Corbeille d'Argent »

- Ceratonia - fam. Fabacées
  - Ceratonia siliqua - Caroubier

- Ceratophyllum
  - Ceratophyllum echinatum

- Cercis - fam. Fabacées (arbre)
  - Cercis siliquastrum - Arbre de Judée

- Cerochlamys
  - Cerochlamis pachyphylla
    - Cerochlamis pachyphylla forma albiflora

- Ceropegia
  - Ceropegia linearis
    - Ceropegia linearis woodii - Chaîne des cœurs

### Ces
- Cestrum
  - Cestrum nocturnum

## Ch
Écozone paléarctique: plantes à graines par nom scientifique (CH)

## Ci

### Cic
- Cicer - fam. Fabacées
  - Cicer arietinum - Pois chiche

- Cicerbita - fam. Astéracées
  - Cicerbita alpina - Laitue des Alpes
  - Cicerbita plumieri - Laitue de Plumier

- Cichorium - fam. Astéracées
  - Cichorium endivia -  Chicorée frisée
    - Cichorium endivia lactifolia -  Scarole

  - Cichorium intybus - Chicorée sauvage

- Ciclospermum
  - Ciclospermum Lagasca

- Cicuta
  - Cicuta maculata
  - Cicuta virosa

### Cin
- Cineraria
  - Cineraria maritima voir à  Senecio maritima

- Cinna
  - Cinna arundinacea -  Cinna roseau
  - Cinna latifolia -  Cinna à larges feuilles

### Cir
- Circaea
  - Circaea alpina

- Cirsium - fam. Astéracées
  - Cirsium acaule - Cirse acaule
  - Cirsium arvense - Cirse des champs
  - Cirsium eriophorum - Cirse laineux
  - Cirsium monspessulanum - Cirse de Montpellier
  - Cirsium oleraceum - Cirse maraîcher
  - Cirsium palustre - Cirse des marais
  - Cirsium vulgare - Cirse commun

### Cis
- Cistanchia
  - Cistanchia phyllipea - Cistanque

- Cistus - fam. Cistacées
  - Cistus albidus - Ciste
  - Cistus aguilari - Ciste
  - Cistus corbariensis - Ciste
  - Cistus corsicus -  Ciste rose
  - Cistus incanus -  Ciste à feuilles de sauge
  - Cistus ladanifer - Ciste
  - Cistus laurifolius - Ciste
  - Cistus loretii - Ciste
  - Cistus monspeliensis -  Ciste de Montpellier
  - Cistus palhinhae - Ciste
  - Cistus populifolius - Ciste
  - Cistus psilocepalus - Ciste
  - Cistus salviifolius -  Ciste à feuilles de sauge

### Cit
- Citrullus - fam. Cucurbitacées
  - Citrullus vulgaris - Pastèque ou « melon d'eau »

## Cl

### Cla
- Clarkia - fam. Œnothéracées
  - Clarkia amoena ou Clarkia grandiflora -  Godetia fleur de satin
  - Clarkia elegans -  Clarkia élégant
  - Clarkia pulchella
  - Clarkia rhomboidea - Clarkia
  - Clarkia stellata - Clarkia
  - Clarkia tenella - Clarkia
  - Clarkia unguiculata -  Clarkia godecia

- Clathrotropis

### Cle
- Cleobulia

- Clematis - fam. Ranunculacées
  - Clematis alpina - Clématite des Alpes
  - Clematis flammula - Clématite flammette ou Clématite brûlante
  - Clematis armandii - Clématite d'Armand
  - Clematis lanuginosa - Clématite
  - Clematis spooneri - Clématite
  - Clematis vitalba - Clématite des haies

- Cleome - fam. Capparacées
  - Cleome pungens - Cléome

- Cleretum
  - Cleretum herrei
  - Cleretum lyratifolium
  - Cleretum papulosum
    - Cleretum papulosum schlechteri

- Clerodendrum - fam. Verbénacées
  - Clerodendrum fargesii - Clérodendron
  - Clerodendron paniculatum -  Arbre à pagode
  - Clerodendrum thomsoniae - Clérodendron
  - Clerodendrum trichotomum - Clérodendron

### Cli
- Clinopodium - fam. Lamiacées
  - Clinopodium vulgare - Clinopode commun

- Clitoria

- Clivia
  - Clivia miniata - Clivie ou « Clivia »

## Cn

### Cne
- Cneorum
  - Cneorum tricoccum

### Cni
- Cnicus - fam. Astéracées
  - Cnicus benedictus - Chardon béni

## Co
Écozone paléarctique: plantes à graines par nom scientifique (CO)

## Cr

### Cra
- Crambe
  - Crambe hispanica - Crambe d'Espagne
  - Crambe maritima - Chou marin

- Cranocarpus

- Crassula (plante grasse)
  - Crassula ovata - Crassula
  - Crassula portulacea - Crassula
  - Crassula tetragona - Crassula
  - Crassula vaillantii - Crassula de Vaillant

- Crataegus - fam. Malacées (anciennement Rosacées)
  - Crataegus azarolus - Aubépine azarole
  - Crataegus laciniata -
  - Crataegus laevigata - Aubépine officinale
  - Crataegus monogyna -  Aubépine monogyne
  - Crataegus nigra -
  - Crataegus pinnatifida -
  - Crataegus sanguinea -
  - Crataegus tanacetifolia -
  - Crataegus wilsonii -

- Cratylia

### Cre
- Cressa
  - Cressa cretica -  Cressa de Crète

### Cri
- Crithmum
  - Crithmum maritimum -  Criste maritime

### Cro
- Crocus - fam. Iridacées - 80 espèces
  - Crocus biflorus
  - Crocus chrysanthus - Crocus botanique
  - Crocus corsicus - Crocus de Corse
  - Crocus nudiflorus
  - Crocus sativus - Crocus à safran
  - Crocus sieberi albus
  - Crocus vernus - Crocus printanier ou « Crocus à grande fleur »
  - Crocus versicolor

- Crotalaria

### Cru
- Crudia

### Cry
- Cryophitum
  - Cryophitum crystallinum - Ficoïde glaciale, Aizoacée

- Cryptanthus
  - Cryptanthus bivittatus - Cryptante

- Cryptogramma
  - Cryptogramma stelleri - Cryptogramme de Steller

- Cryptomeria
  - Cryptomeria japonica

## Cu

### Cuc
- Cucubalus
  - Cucubalus baccifer

- Cucumis - fam. Cucurbitacées
  - Cucumis melo - Melon
  - Cucumis sativus - Concombre et Cornichon

- Cucurbita - fam. Cucurbitacées
  - Cucurbita ficifolia - Courge de Siam
  - Cucurbita maxima - Potiron ou Giraumon
  - Cucurbita moschata - Courge musquée ou Butternut
  - Cucurbita pepo - Courgette ou « Courge d'été » ou « Patisson » ou « Coloquinte » ou « Cornue d'hiver » ou « Reine de la table » ou « Acorn » ou « Courge d'hiver »

### Cup
- Cuperus
  - Cuperus lupulinus
    - Cuperus lupulinus macilentus

- Cupressus - fam. Cupressacées
  - Cupressus atlantica -  Cyprès de Maroc
  - Cupressus cashmeriana -  Cyprès de Bhutan
  - Cupressus duclouxiana -  Cyprès de Yunnan
  - Cupressus funebris -  Cyprès de Chine
  - Cupressus gigantea -  Cyprès de Tibet
  - Cupressus sempervirens -  Cyprès de Provence
  - Cupressus torulosa -  Cyprès de l'Himalaya

### Cur
- Curcuma - fam. Zingibéracées
  - Curcuma longa - Curcuma

### Cus
- Cuscuta - Convolvulacées
  - Cuscuta campestris
  - Cuscuta epilinum
  - Cuscuta epithymum - Cuscute du thym
  - Cuscuta europaea - Cuscute d'Europe
  - Cuscuta gronovii
  - Cuscuta planiflora
  - Cuscuta racemosa
  - Cuscuta scandens
  - Cuscuta suaveolens
  - Cuscuta approximata
  - Cuscuta monogyna
  - Cuscuta palaestina

## Cy
- Cyathea - (fougère)
  - Cyathea cooperi ou Alsophila cooperi ou Sphaeropteris cooperi - Fougère arborescente

### Cyc
- Cyclamen - fam. Primulacées (plante vivace à rhizome)
  - Cyclamen balearicum - Cyclamen des Baléares
  - Cyclamen corsicus - Cyclamen de Corse
  - Cyclamen europaeum ou Cyclamen purpureus - Cyclamen d'Europe
  - Cyclamen hederifolium ou Cyclamen neapolitanum - Cyclamen de Naples
  - Cyclamen persica - Cyclamen de Perse ou « Cyclamen de printemps » ou « Cyclamen des jardiniers »
  - Cyclamen pseudo-ibericum
  - Cyclamen repandum

- Cyclolobium

### Cyd
- Cydonia - fam. Rosacées
  - Cydonia japonica
  - Cydonia oblonga - Cognassier
  - Cydonia sinensis

### Cym
- Cymbalaria - fam. Scrofulariacées
  - Cymbalaria muralis - Cymbalaire des murs

- Cymbidium
  - Cymbidium Cultivars - Cymbidium

- Cymbosema

- Cymbopogon - fam. Poacées
  - Cymbopogon citratus - Citronnelle

### Cyn
- Cynara - fam. Astéracées
  - Cynara cardunculus - Cardon
  - Cynara scolymus - Artichaut

- Cynoglossum - fam. Borraginacées
  - Cynoglossum officinale -  Cynoglosse officinale
  - Omphalodes littoralis -  Cynoglosse des dunes
  - Cynoglossum caninum - Cynoglosse

- Cynometra

- Cynosurus
  - Cynosurus cristatus - Cynosure accrêté

### Cyp
- Cyperus - fam. Cypéracées
  - Cyperus albostriatus ou Cyperus diffusus - Souchet diffus
  - Cyperus alternifolius ou Cyperus flabelliformis - Cyperus à feuilles alternes
  - Cyperus articulatus
  - Cyperus diffusus
  - Cyperus engelmannii - Cyperus d'Engelmann
  - Cyperus eragrostis
  - Cyperus esculentus - Amande de terre ou Souchet comestible
  - Cyperus fuscus - Souchet brun
  - Cyperus haspan
  - Cyperus involucratus - Plante ombrelle ou Souchet à feuilles alternes
  - Cyperus laevigatus - Souchet à deux épis
  - Cyperus longus - Souchet odorant ou Souchet allongé
  - Cyperus lupulinus
    - Cyperus lupulinus lupulinus

  - Cyperus monocephalus
  - Cyperus papyrus - Papyrus d'Égypte
  - Cyperus prolifer - Vrai papyrus nain
  - Cyperus rotundus - souchet rond
  - Cyperus tegetiformis - Shichitoi
  - Cyperus variegatus

### Cyt
- Cytinus - Cytinaceae
  - Cytinus hypocistis - Cytinelle ou Cytinet

- Cytisophyllum - fam. Fabaceae
  - Cytisophyllum sessilifolium - Cytise à feuilles sessiles (syn. Cytisus sessilifolius)

- Cytisus - fam. Fabaceae
  - Cytisus aeolicus
  - Cytisus agnipilus
  - Cytisus ardoinii
  - Cytisus baeticus
  - Cytisus cantabricus
  - Cytisus commutatus
  - Cytisus decumbens
  - Cytisus emeriflorus
  - Cytisus grandiflorus
  - Cytisus ingramii
  - Cytisus malacitanus
  - Cytisus multiflorus
  - Cytisus patens
  - Cytisus procumbens
  - Cytisus pseudo procumbens
  - Cytisus purgans
  - Cytisus scoparius - Genêt à balais
  - Cytisus villosus
  - etc

Voir aussi Plantes par nom scientifique